# Катанга (плато)
Катанга — плато на півдні Демократичної Республіки Конго.

## Географія
Плато Катанга розташоване переважно на території провінції Верхня Катанга на крайньому південному сході ДР Конго. Воно межує з гірськими хребтами Кунделунгу та Мітумба з півночі, горами Мучинга зі сходу та переходить у плато Лунда на півночі та заході.
Плато лежить в середньому на висоті 1220 м над рівнем моря. Через те, що воно розташоване на великій висоті, середні температури тут нижчі, ніж на навколишніх низовинах, і в середньому становлять 19—20 °C. Завдяки рясним сезонним опадам тут розташовані родючі сільськогосподарські угіддя. Крім того, плато багате на родовища міді та урану і є важливим промисловим регіоном.
На плато бере початок річка Луфіра, яка впадає у Луалабу. Внаслідок побудови греблі на річці Луфіра утворилося водосховище, відоме як озеро Чангалеле.